# ソニーHC BRAVIA Ladies
ソニーHC BRAVIA Ladies（ソニー・ホッケークラブ<エイチ・シーとも>・ブラビア・レディース）は、愛知県稲沢市にある女子フィールドホッケーチームである。母体はソニーグローバルマニュファクチャリング&オペレーションズ株式会社。「BRAVIA」はソニーの液晶テレビのブランド名。2009年までのチーム名は「ソニー一宮BRAVIA Ladies」。
獲得タイトルは、全国女子社会人チーム最多の計99回である。また、主要全国タイトルは、大学含めた全国女子チーム最多の計61回である。
特に、1980年代から1990年代にかけて社会人選手権12連覇など黄金時代を築き上げ、1997年に発足されたホッケー日本リーグは史上最多の計13回優勝するなど、現在も強豪チームとして君臨している。

## 歴史
- 1980年 創部
- 1981年 対外活動開始
- 1982年 全国大会初制覇。
- 2004年 7名のメンバーがアテネオリンピック出場。
- 2008年 4名のメンバーが北京オリンピック出場。
- 2012年 7名のメンバーがロンドンオリンピック出場。

## 獲得タイトル
- 全日本ホッケー選手権大会 - 優勝23回（史上最多、1982-1985年、1992年、2001-2002年、2004年、2006-2011年、2013-2019年、2021年、2024年）
- ホッケー日本リーグ - 優勝13回（史上最多、2004年、2007-2010年、2013年、2015-2019年、2021年、2024年）
- 国民体育大会ホッケー競技 - 優勝25回 （成年女子岐阜県代表として史上最多、1981-1983年、1985-1986年、1988年、1990-1996年、2002年、2005-2006年、2008-2013年、2015年、2022年、2023年）
- 全日本社会人ホッケー選手権大会 - 優勝26回（史上最多、1984-1995年、2001-2002年、2004年、2006-2011年、2013年、2015年、2017-2018年、2022年）
- 全日本実業団ホッケー選手権大会 - 優勝12回（史上最多、1982-1985年、1987-1990年、1993-1996年）

## メンバー
2015年11月現在

### 監督
- 永井祐司

### ヘッドコーチ
- 山本由佳理

### 選手
- 1(GK) 浅野祥代
- 2(FB) 林なぎさ
- 3(FB) 及川栞
- 4(FB) 坂井志帆
- 5(MF) 中川未由希
- 6(MF) 阪口真紀
- 7(FW) 小沢菜々枝
- 8(FW) 深野加弥
- 9(FW) 金寶美
- 10(FW) 中島史恵
- 12(MF) 義浦絵吏子
- 13(DF) 早戸沙希
- 14(DF) 内藤夏紀
- 15(DF) 一谷麻美
- 16(GK) 景山恵
- 18(MF) 永井葉月
- 19(FW) 永井友理
- 21(FW) 瀬川真帆

#### 過去に在籍した主な選手
- 三浦恵子（2013年引退[2]）
- 寺園理恵
- 藤尾香織（旧姓:千葉香織）
- 徳島葵
- 佐藤雅子（2014年引退[3]）
- 石田伊津美
- 友次あゆみ
- 武井双葉
- 酒井かおり
- 日隈遥
- 山本由佳理（2012年引退[2]、コーチ専任へ）